# Maharlika

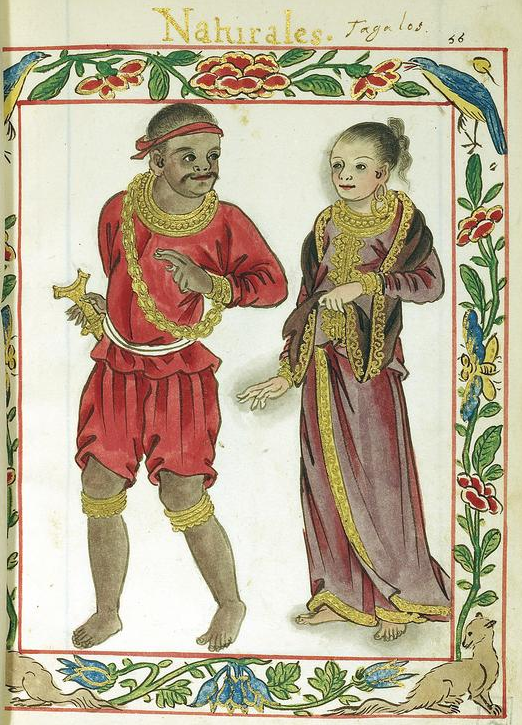
Maharlika-Paar, dargestellt im Boxer Kodex, um 1595

Maharlika wurden in der vorkolonialen Ära Mitglieder der Tagalog-Krieger-Klasse genannt, die auf der Insel Luzon im Norden der heutigen Philippinen lebten. Sie hatten die gleichen Rechte und Pflichten wie die gesellschaftlich über ihnen stehenden Klasse des Adels, der Timawa, und bildeten über den unfreien Alipin die dritte Klasse im Gesellschaftssystem der vorkolonialen feudalen Tagalog-Gesellschaft.

## Beschreibung
In Zeiten des Krieges wurden Maharlikas verpflichtet, ihrem Datu, Rajah oder Lakan im Kampf zu dienen. Sie mussten sich dazu auf eigene Kosten bewaffnen, wurden jedoch auch an der Beute, die sie zu erobern halfen, beteiligt.
Obwohl sie teilweise mit dem Adelsstand verbunden waren, waren die Maharlikas rechtlich gesehen weniger frei als die Timawas, da sie ihre Zugehörigkeit zu einem Datu nicht frei wählen konnten. Wollten sie die Zugehörigkeit zu einem Führer wechseln, mussten sie zuerst ein großes öffentliches Fest ausrichten und eine Zahlung an den Datu leisten die, wie spanische Chronisten berichten, zwischen 6 und 18 Pesos in Gold betragen haben soll.
Die Aristokratie in der mittelalterlichen Tagalog-Gesellschaft waren die Maginoo, die Kriegerklasse der Maharlikas waren deren Gefolgsleute. Sie waren aus heutiger Sicht ein Äquivalent zum europäischen niederen Adel des Mittelalters, dem Dienstadel. Die Maharlikas standen in der hierarchisch strukturierten Gesellschaft über den unfreien Alipin, diese stellten die gesellschaftliche Basis dar. Das Gesellschaftsmodell der Tagalog-Gesellschaft war im Gegensatz zu vergleichbaren europäischen Gesellschaften jedoch durchlässiger, sodass die Maharlikas die Möglichkeit zum Aufstieg in die Klassen des Adels und der Aristokratie hatten. Seit Anfang des 17. Jahrhunderts verschwanden die Maharlika-Krieger aus der Tagalog-Gesellschaft, da im Zuge der Kolonialisierung der Philippinen durch Spanien, die Gesellschaft abgeflacht wurde zu einer reinen Bauerngesellschaft, die nur noch Tribute an die spanischen Mönchsorden und den Kolonialbeamten zu leisten hatten.

## Begriff
Der Begriff Maharlika leitet sich aus dem Begriff Maharddhika ab, der aus dem indischen Sanskrit stammt, und bedeutet: ein Mann von Reichtum, Wissen und Geschicklichkeit. Vielfach wird der Begriff heute mit den Begriffen Adel oder Aristokratie gleichgesetzt, was so jedoch nicht ganz zutreffend ist.
Der Begriff Maharlika-Kultur entstand im 20. Jahrhundert, es wurde versucht, für die junge Nation der Philippinen eine ähnliche Kulturgeschichte zu konstruieren, wie sie Japan oder China haben. In der Zeit der Diktatur des Präsidenten Ferdinand Marcos (1965 bis 1986) wurde dieses auf die Spitze getrieben. Marcos spielte sogar mit dem Gedanken, die Philippinen in Maharlika umzubenennen. Es wurden unter anderem Straßen, Plätzen, Gebäuden und Schulen der Name Maharlika gegeben. Auch der Eingangsbereich des Malacañang-Palastes wurde Maharlika genannt. Kurz nach dem Zweiten Weltkrieg behauptete Marcos, eine Einheit befehligt zu haben, die sich Maharlika nannte und 8000 Mann stark gewesen sein soll, was sich später als Lüge herausstellte. Auch stammt aus dieser Zeit die fälschliche Zuordnung zur Aristokratie.
Im Februar 2019 brachte der seit 2016 amtierende philippinische Präsident Rodrigo Duterte erneut eine Umbenennung des Inselstaates in Republik von Maharlika ins Gespräch, wozu allerdings die Verfassung geändert werden müsste.